# Кларк, Рикардо (американский футболист)
Рика́рдо Э́нтони Кларк (англ. Ricardo Anthony Clark; 10 февраля 1983, Атланта) — американский футболист, полузащитник. Выступал за сборную США.

## Карьера игрока

### Университетский футбол
В 2001 году Кларк поступил в Университет Фёрмана и начал выступать за университетскую футбольную команду в Национальной ассоциации студенческого спорта. По итогам 2002 года он был включён в символическую первую всеамериканскую сборную.

### Клубная карьера
Оставив университет после второго года обучения, Кларк подписал контракт с MLS по программе Project-40, и на Супердрафте MLS 2003 был выбран под общим вторым номером клубом «Метростарз». Его профессиональный дебют состоялся 12 апреля 2003 года в матче стартового тура сезона против «Коламбус Крю». 28 июня 2003 года в матче против «Чикаго Файр» он забил свой первый гол в профессиональной карьере. По итогам сезона 2003 Кларк номинировался на награду «Новичок года в MLS», но уступил Дамани Ральфу.
14 января 2005 года Кларк был обменян в «Сан-Хосе Эртквейкс» на распределительные средства и место иностранного игрока. За клуб из Северной Калифорнии дебютировал 2 апреля 2005 года в матче стартового тура сезона против «Нью-Инглэнд Революшн». 2 июля 2005 года в матче против «Далласа» забил свой первый гол за «Сан-Хосе». В июле 2005 года был назван игроком месяца в MLS.
После сезона 2005 франшиза «Сан-Хосе Эртквейкс» переехала в Хьюстон, где был образован «Хьюстон Динамо». 2 апреля 2006 года Кларк участвовал в инаугуральном матче нового клуба, соперником в котором был «Колорадо Рэпидз». 6 мая 2006 года в техасском дерби против «Далласа» забил свой первый гол «Хьюстон». Помог «Хьюстон Динамо» завоевать Кубок MLS 2006, хотя непосредственно в чемпионском матче не смог сыграть из-за дисквалификации, и по итогам сезона был включён в символическую сборную MLS.
30 сентября 2007 года в матче «Хьюстона» против «Далласа» Кларк пнул, лежавшего на газоне, игрока соперников Карлоса Руис, за что был немедленно удалён с поля. По факту случившегося 4 октября 2007 года комиссионер MLS Дон Гарбер отстранил Кларка на девять матчей и оштрафовал на $10 тыс.
В январе 2010 года Кларк присоединился к клубу чемпионата Германии «Айнтрахт Франкфурт», подписав контракт до конца сезона 2010/11 с опцией продления ещё на три года. В Бундеслиге дебютировал 24 апреля 2010 года в матче против «Майнца».
22 февраля 2012 года Кларк отправился в аренду в клуб чемпионата Норвегии «Стабек» до 31 июля 2012 года. В Типпелигаене дебютировал 25 марта 2012 года в матче против «Олесунна».
17 июля 2012 года контракт Кларка с «Айнтрахтом» был расторгнут по взаимному согласию сторон.
8 августа 2012 году Кларк вернулся в «Хьюстон Динамо». По окончании сезона 2017 «Хьюстон Динамо» не стал продлевать контракт с Кларком.
2 февраля 2018 года Кларк в качестве свободного агента присоединился к «Коламбус Крю». Дебютировал за «Крю» 10 марта 2018 года в матче против «Монреаль Импакт», выйдя на замену в концовке. 24 марта 2018 года в матче против «Ди Си Юнайтед» забил свой первый гол за «Крю». По окончании сезона 2018 «Коламбус Крю» не задействовал опцию продления контракта с Кларком, но продолжил переговоры, и 17 января 2019 года переподписал контракт с ним. По окончании сезона 2019 контракт Кларка с «Коламбус Крю» истёк.
12 февраля 2020 года Рикардо Кларк официально объявил о завершении футбольной карьеры, и, чтобы уйти из футбола в качестве игрока «Хьюстон Динамо», подписал с клубом символический однодневный контракт.

### Международная карьера
В составе сборной США до 20 лет Кларк участвовал в молодёжном чемпионате мира 2003.
За национальную сборную США Кларк дебютировал 12 октября 2005 года в матче квалификации чемпионата мира 2006 против сборной Панамы. Принимал участие в Золотом кубке КОНКАКАФ 2007, Кубке Америки 2007, Кубке конфедераций 2009 и чемпионате мира 2010.

## Тренерская карьера
11 марта 2021 года Кларк вошёл в тренерский штаб «Ванкувер Уайткэпс» в качестве ассистента главного тренера Марка Дос Сантоса. Сохранил свой пост и при следующем тренере «Уайткэпс» Ванни Сартини. 9 февраля 2023 года Кларк был назначен главным тренером «Уайткэпс 2», фарм-клуба «Ванкувер Уайткэпс» в MLS Next Pro.

## Достижения
Командные
 «Сан-Хосе Эртквейкс»
- Победитель регулярного чемпионата MLS: 2005

 «Хьюстон Динамо»
- Обладатель Кубка MLS (чемпион MLS): 2006, 2007

 сборная США
- Победитель Золотого кубка КОНКАКАФ: 2007
- Финалист Кубка конфедераций: 2009

Личные
- Член символической сборной MLS: 2006
- Игрок месяца в MLS: июль 2005
- Участник Матча всех звёзд MLS: 2006, 2007, 2008